# Línea L49 (Maldonado)
La línea L49 es una línea local de transporte de pasajeros de Maldonado, Uruguay.
Sale de la agencia de Maldonado y culmina en el barrio Lausana de la ciudad de Maldonado.

## Recorridos
A diferencia de gran parte de las líneas de la misma empresa, estos servicios se brindan durante todo el año, independientemente de la temporada y con las excepciones pertinentes por eventuales desvíos.

### Ida
Agencia Maldonado, Av. Batlle y Ordóñez, Francisco Martínez, Bº Biarritz, Av. De Los Gauchos, Mario Arregui, Av. Emilio Frugoni, Felisberto Hernández, Julio Juperville, Lucía García, Francisca Otermin, Carlos Gardel, Rbla. 25 m (calle 15), Av. Aiguá, 19 de abril, Bergalli, Rincón, 3 de Febrero, 18 de Julio, Terminal Maldonado, Av. Roosevelt, Av. J. de Viana, Ventura Alegre, Los Gladiolos, Av. La Laguna, Av. Leandro Gómez, Bº Lausana, Wilson Amaral, Montiel Jonio, Manolo Lima, Alberto Dura, A. Desimone.

### Vuelta
Bº Lausana, Manolo Lima, Av. Leandro Gómez, Ave del Paraíso, Av. La Laguna, Los Gladiolos, Ventura Alegre, Arazá, Ituzaingó, Av. J. de Viana, Av. Roosevelt, Explanada Terminal Maldonado, Av. Roosevelt, Av. Camacho, Dodera, Dr. Edye, Santa Teresa, 25 de Mayo, Cruzada Libertadora, Av. Aiguá, Rbla. 25 m (calle 15), Bº La Candelaria, Carlos Gardel, Francisca Otermin, Lucía García, Julio Superville, Bº Biarritz, Felisberto Hernández, Av. Emilio Frugoni, Serafín J. García, Av. De Los Gauchos, Francisco Martínez, Av. Batlle y Ordóñez, Agencia Maldonado.